# Bodiluddelingen 1972
Bodiluddelingen 1972 blev afholdt i 1972 i Imperial i København og markerede den 25. gang at Bodilprisen blev uddelt.

## Vindere
| Bedste mandlige hovedrolle                   | Bedste kvindelige hovedrolle     |
| -------------------------------------------- | -------------------------------- |
| - Ove Sprogøe for Den forsvundne fuldmægtig  | - ikke uddelt                    |
| Bedste mandlige birolle                      | Bedste kvindelige birolle        |
| - Jørgen Ryg for Lenin, din gavtyv!          | - ikke uddelt                    |
| Bedste danske film                           | Bedste ikke-europæiske film      |
| - Den forsvundne fuldmægtig af Gert Fredholm | - Taking Off af Milos Forman     |
| Bedste europæiske film                       | Bedste dokumentarfilm            |
| - Døden i Venedig af Luchino Visconti        | - Livet i Danmark af Jørgen Leth |

## Øvrige priser

### Æres-Bodil
- Carsten Behrendt-Poulsen (fotograf) for fotograferingen af Lenin, din gavtyv!
- Christian Hartkopp (filmklipper) for godt klippearbejde